# Kenneth Vargas
Pour les articles homonymes, voir Vargas.
Kenneth Vargas, né le 17 avril 2002 à San José au Costa Rica, est un footballeur international costaricien qui joue au poste d'attaquant au Heart of Midlothian.

## Biographie

### En club
Né à San José au Costa Rica, Kenneth Vargas est formé par le CS Herediano mais il commence sa carrière professionnelle au Municipal Grecia, où il est prêté en 2021. Il joue son premier match en professionnel le 4 mars 2021, lors d'une rencontre de championnat face au Santos de Guápiles. Il entre en jeu à la place de Álvaro Sánchez (en) ce jour-là et son équipe est battue par deux buts à un.
Vargas fait son retour au CS Herediano l'année suivante, et joue son premier match en équipe première avec ce club lors d'une rencontre de championnat le 15 janvier 2022, face à son ancien club, le Municipal Grecia. Entré en jeu à la place de Yendrick Ruiz (en), il se fait remarquer en inscrivant également son premier but pour le club, permettant à celui-ci d'égaliser (1-1 score final).
Le 4 septembre 2022, Vargas réalise son premier doublé pour le CS Herediano, lors d'une rencontre de championnat face au Guadalupe FC. Titulaire, il contribue à la victoire de son équipe par cinq buts à zéro.
Le 7 août 2023, Kenneth Vargas prend la direction de l'Écosse afin de s'engager en faveur du Heart of Midlothian sous la forme d'un prêt d'une saison avec option d'achat,.
Vargas marque son premier but pour Heart le 1 novembre 2023, lors d'une rencontre de championnat face au Livingston FC. Entré en jeu ce jour-là, il donne la victoire à son équipe en étant l'unique buteur de la rencontre.
Le 26 mars 2024, Heart of Midlothian lève l'option d'achat de Vargas, le joueur s'engageant définitivement avec le club en signant un contrat de cinq ans, soit jusqu'en juin 2029, prenant effet au 1er juillet 2024,.

### En sélection
Le 27 août 2021, Kenneth Vargas est appelé pour la première fois avec l'équipe nationale du Costa Rica, par le sélectionneur Luis Fernando Suárez. Il ne joue toutefois aucun match lors de ce rassemblement. 
Il participe au tournoi de Maurice Revello avec les espoirs du Costa Rica en juin 2022. 
Il honore finalement sa première sélection avec le Costa Rica lors d'un match amical face aux Émirats arabes unis, le 12 septembre 2023. Il entre en jeu à la place de Jimmy Marín (en) et son équipe s'incline par quatre buts à un.
Il figure dans la liste du sélectionneur Miguel Herrera afin de participer à la Gold Cup 2025 avec le Costa Rica,.